# 井上廈
井上廈（日语：井上 ひさし，1934年11月16日—2010年4月9日）是日本小說家、劇作家，山形縣人。朝日獎獲獎者，直木獎得獎者，菊池宽奖获奖者，谷崎潤一郎獎獲得者，岸田国士戏曲奖获得者，文化功勞者。日本藝術院會員。

## 外部連結
- . kotobank （日语）.